# UFC Fight Night: Каннонир vs. Родригес
UFC Fight Night: Cannonier vs. Rodrigues (также известный как UFC Fight Night 251 или UFC Vegas 102) — турнир по смешанным единоборствам, организованный Ultimate Fighting Championship, который был проведёня 15 февраля 2025 года в спортивном комплексе «UFC Apex» в городе Энтерпрайз (часть мегаполиса Лас-Вегас), штат Невада, США.

## Подготовка турнира

### Главные события турнира
В качестве заглавного события турнира запланирован бой в среднем весе, в котором должны встретиться бывший претендент на титул чемпиона UFC в среднем весе американец Джаред Каннонир (#8 в рейтинге) и бразилец Грегори Родригес.
| Заглавное событие — Средний вес | Заглавное событие — Средний вес | Заглавное событие — Средний вес |
| --- | --- | ------------------------------- |
| Джаред Каннонир | | Грегори Родригес                |
| JARED CHRISTOPHER CANNONIER «Killa Gorilla» (Горилла-убица) 40 лет (16.03.1984) Рост 180 см, размах рук 197 см, вес - 83,9 кг Гражданство: Происхождение: Место рождения: Даллас, Техас, США Представляет: Глендейл, Аризона, США «The MMA Lab» Дебют в UFC — 03.01.2015 (с рекордом 7-0) Бонусы «Fight of the Night» (3) / «Perfomance of the Night» (4) Претендент на титул чемпиона UFC в среднем весе (2022) Чемпион Alaska Fighting Championship в тяжёлом весе (2014) | GREGORY FELIPE SANTOS RODRIGUES «Robocop» (Робокоп) 32 года (17.02.1992) Рост 191 см, размах рук 191 см, вес 83,9 кг Гражданство: Происхождение: Место рождения: Порту-Велью, Рондония, Бразилия Представляет: Дирфилд-Бич, Флорида, США «Kill Cliff FC» Дебют в UFC — 05.06.2021 (с рекордом 9-3) Бонусы «Fight of the Night» (2) / «Perfomance of the Night» (1) Участник DWCS 33 (2020, 4-й сезон) Чемпион LFA в среднем весе (2021) Чемпион Smash Global в среднем весе (2019) |                                 |
| Последние бои: 24.08.2024, Каю Борралью (#12), UDEC 08.06.2024, Нассурдин Имавов (#7), TKO4 17.06.2023, Марвин Веттори (#3), UDEC 17.12.2022, Шон Стрикленд (#7), SDEC 02.07.2022, Израэль Адесанья (ч), UDEC | Последние бои: UDEC, Кристиан Лерой Данкан, 27.07.2024 TKO3, Брэд Таварес, 10.02.2024 KO1, Денис Тюлюлин, 19.08.2023 KO1, Брунну Феррейра, 21.01.2023 TKO2, Чиди Нжокуани, 17.09.2022 |                                 |

### Изменения карда турнира
При подготовке турнира были запланированы, но в последствии отменены следующие поединки:
- Бой в женском наилегчайшем весе, в котором должны были встретиться победительница 30-го сезона шоу The Ultimate Fighter Жулиана Миллер и Карли Джудис.[4] Миллер снялась из-за травмы и бой был отменён. Джудис была перенесена на турнир UFC Fight Night: Веттори vs. Долидзе 2 месяцем позже и получила новую соперницу.[5]
- Бой в среднем весе, в котором должны были встретиться Родолфу Виейра и Джейкоб Малкун.[6] Малкун снялся с боя из-за травмы и его заменил Андре Петроски.[7][8]
- Бой в полусреднем весе, в котором должны были встретиться россиянин Ринат Фахретдинов и бывший чемпион LFA в полусреднем весе Габриэл Бонфин.[9] Фахретдинов выбыл из-за нераскрытой травмы и его заменил Хаос Уильямс.[10]
- Бой в полусреднем весе, в котором должны были встретиться Билли Гофф и Николай Веретенников.[11] Веретенников снялся с боя по неизвестной причине, а Гофф получил нового соперника и был перенесён в кард турнира UFC Fight Night: Сехудо vs.Сун, который пройдёт неделей позже.[12]
- Бой в лёгком весе, в котором должны были встретиться Джаред Гордон и Кауе Фернандис.[13] Фернандис снялся с боя по неизвестной причине на неделе перед турниром и его на коротком уведомлении заменил дебютант Нашрабджон Рузибоев, который является братом другого бойца организации Нурсултона Рузибоева.[14] Однако Рузибоев не вышел на взвешивание из-за болезни и бой был отменён.[15]

### Анонсированные бои
| Бой | Весовая категория     | Участники боёв и их статистика перед боем (рекорд ММА / рекорд UFC / серия) | Участники боёв и их статистика перед боем (рекорд ММА / рекорд UFC / серия) | Участники боёв и их статистика перед боем (рекорд ММА / рекорд UFC / серия) | Участники боёв и их статистика перед боем (рекорд ММА / рекорд UFC / серия) | Участники боёв и их статистика перед боем (рекорд ММА / рекорд UFC / серия) | Участники боёв и их статистика перед боем (рекорд ММА / рекорд UFC / серия) | Участники боёв и их статистика перед боем (рекорд ММА / рекорд UFC / серия) | Участники боёв и их статистика перед боем (рекорд ММА / рекорд UFC / серия) | Участники боёв и их статистика перед боем (рекорд ММА / рекорд UFC / серия) | Участники боёв и их статистика перед боем (рекорд ММА / рекорд UFC / серия) | Участники боёв и их статистика перед боем (рекорд ММА / рекорд UFC / серия) | Участники боёв и их статистика перед боем (рекорд ММА / рекорд UFC / серия) |
|     |                       | Главный кард (Main Card, ESPN+)                                             |                                                                             |                                                                             |                                                                             |                                                                             |                                                                             |                                                                             |                                                                             |                                                                             |                                                                             |                                                                             |                                                                             |
| 1   | Средний вес           | Джаред Каннонир (Jared Cannonier)                                           | #8 (2), exП                                                                 | 17-8                                                                        | 10-8                                                                        | -2                                                                          | vs.                                                                         | Грегори Родригес (Gregory Rodrigues)                                        | CS                                                                          | 16-5                                                                        | 7-2                                                                         | +3                                                                          | [ 16 ]                                                                      |
| 2   | Полулёгкий вес        | Кэлвин Каттар (Calvin Kattar)                                               | #10 (4)                                                                     | 23-8                                                                        | 7-6                                                                         | -3                                                                          | vs.                                                                         | Юссеф Залал (Youssef Zalal)                                                 |                                                                             | 16-5-1                                                                      | 6-3-1                                                                       | +6                                                                          | [ 17 ]                                                                      |
| 3   | Средний вес           | Эдмен Шахбазян (Edmen Shahbazyan)                                           | exT(9), CS                                                                  | 13-5                                                                        | 6-5                                                                         | -1                                                                          | vs.                                                                         | Дилан Будка (Dylan Budka)                                                   | CS                                                                          | 7-4                                                                         | 0-2                                                                         | -2                                                                          | [ 18 ]                                                                      |
| 4   | Лёгкий вес            | Исмаэл Бонфин (Ismael Bonfim)                                               | CS                                                                          | 20-4                                                                        | 2-1                                                                         | +1                                                                          | vs.                                                                         | Назим Садыхов (Nazim Sadykhov)                                              | CS                                                                          | 9-1-1                                                                       | 2-0-1                                                                       | 0                                                                           | [ 19 ]                                                                      |
| 5   | Средний вес           | Родолфу Виейра (Rodolfo Vieira)                                             |                                                                             | 10-2                                                                        | 5-2                                                                         | +2                                                                          | vs.                                                                         | Андре Петроски (Andre Petroski)▲                                            | TUF                                                                         | 12-3                                                                        | 7-2                                                                         | +2                                                                          | [ 20 ]                                                                      |
|     |                       | Предварительный кард (Prelims, ESPN+)                                       |                                                                             |                                                                             |                                                                             |                                                                             |                                                                             |                                                                             |                                                                             |                                                                             |                                                                             |                                                                             |                                                                             |
| 6   | Полулёгкий вес        | Коннор Мэттьюз (Connor Matthews)                                            | CS                                                                          | 7-2                                                                         | 0-1                                                                         | -1                                                                          | vs.                                                                         | Хосе Дельгадо (Jose Delgado)                                                | д, CS                                                                       | 8-1                                                                         | -                                                                           | +5                                                                          | [ 21 ]                                                                      |
| 7   | Жен. минимальный вес  | Анджела Хилл (Angela Hill)                                                  | #13 (9), TUF                                                                | 17-14                                                                       | 12-14                                                                       | -1                                                                          | vs.                                                                         | Кетлин Соуза (Ketlen Souza)                                                 |                                                                             | 15-4                                                                        | 2-1                                                                         | +2                                                                          | [ 22 ]                                                                      |
| 8   | Наилегчайший вес      | Рафаэл Эстеван (Rafael Estevam)                                             | CS                                                                          | 12-0                                                                        | 1-0                                                                         | +12                                                                         | vs.                                                                         | Хесус Агилар (Jesus Aguilar)                                                | CS                                                                          | 11-2                                                                        | 3-1                                                                         | +3                                                                          | [ 23 ]                                                                      |
|     | Лёгкий вес            | Джаред Гордон (Jared Gordon)                                                |                                                                             | 20-7 (1)                                                                    | 8-6 (1)                                                                     | -1                                                                          | vs.                                                                         | Нашрабджон Рузибоев (Mashrabjon Ruziboev)▲▼                                 | д                                                                           | 20-4-1                                                                      | -                                                                           | +7                                                                          | [ 24 ]                                                                      |
| 9   | Полусредний вес       | Габриэл Бонфин (Gabriel Bonfim)                                             | CS                                                                          | 16-1                                                                        | 3-1                                                                         | +1                                                                          | vs.                                                                         | Хаос Уилльямс (Khaos Williams)▲                                             |                                                                             | 15-3                                                                        | 6-2                                                                         | +2                                                                          | [ 25 ]                                                                      |
| 10  | Легчайший вес         | Винс Моралес (Vince Morales)                                                | CS                                                                          | 16-8                                                                        | 3-6                                                                         | -1                                                                          | vs.                                                                         | Элайджа Смит (Elijah Smith)                                                 | д, CS                                                                       | 7-1                                                                         | -                                                                           | +5                                                                          | [ 26 ]                                                                      |
| 11  | Тяжёлый вес           | Донтейл Мэйс (Don'Tale Mayes)                                               | #15 (14), CS                                                                | 11-7 (1)                                                                    | 4-5 (1)                                                                     | -1                                                                          | vs.                                                                         | Валтер Уокер (Valter Walker)                                                |                                                                             | 12-1                                                                        | 1-1                                                                         | +1                                                                          | [ 27 ]                                                                      |
| 12  | Жен. легчайший вес    | Джулия Авила (Julia Avila)                                                  | #12 (11)                                                                    | 9-3                                                                         | 3-2                                                                         | -1                                                                          | vs.                                                                         | Жаклин Кавалканти (Jacqueline Cavalcanti)                                   | #13                                                                         | 8-1                                                                         | 3-0                                                                         | +6                                                                          | [ 28 ]                                                                      |
|     |                       | Отменённые бои                                                              |                                                                             |                                                                             |                                                                             |                                                                             |                                                                             |                                                                             |                                                                             |                                                                             |                                                                             |                                                                             |                                                                             |
|     | Жен. наилегчайший вес | Жулиана Миллер (Juliana Miller)▼                                            | TUF(W)                                                                      | 4-3                                                                         | 1-2                                                                         | -2                                                                          | vs.                                                                         | Карли Джудис (Carli Judice)                                                 | CS                                                                          | 3-2                                                                         | 0-2                                                                         | -2                                                                          | [ 29 ]                                                                      |
|     | Средний вес           | Родолфу Виейра (Rodolfo Vieira)                                             |                                                                             | 10-2                                                                        | 5-2                                                                         | +2                                                                          | vs.                                                                         | Джейкоб Малкун (Jacob Malkoun)▼                                             |                                                                             | 8-3                                                                         | 4-3                                                                         | +1                                                                          | [ 30 ]                                                                      |
|     | Полусредний вес       | Габриэл Бонфин (Gabriel Bonfim)                                             | CS                                                                          | 16-1                                                                        | 3-1                                                                         | +1                                                                          | vs.                                                                         | Ринат Фахретдинов (Rinat Fakhretdinov)▼                                     | exT(15)                                                                     | 24-2-1                                                                      | 5-0-1                                                                       | +2                                                                          | [ 31 ]                                                                      |
|     | Полусредний вес       | Билли Гофф (Billy Goff)                                                     | CS                                                                          | 9-3                                                                         | 1-1                                                                         | -1                                                                          | vs.                                                                         | Николай Веретенников (Nikolay Veretennikov)▼                                |                                                                             | 12-4                                                                        | 0-1                                                                         | -1                                                                          | [ 32 ]                                                                      |
|     | Лёгкий вес            | Джаред Гордон (Jared Gordon)                                                |                                                                             | 20-7 (1)                                                                    | 8-6 (1)                                                                     | -1                                                                          | vs.                                                                         | Кауе Фернандис (Kauê Fernandes)▼                                            |                                                                             | 9-2                                                                         | 1-1                                                                         | +1                                                                          | [ 33 ]                                                                      |

Условные обозначения: #5 (1) — текущее (лучшее) место бойца в рейтинге, exЧ(В) — бывший чемпион (временный), exП(В) — бывший претендент на титул чемпиона (временного), exТ(3) — боец входил в рейтинг Топ-15 (лучшее место в рейтинге), д — дебютант, CS — боец участвовал в Претендентской серии Дэйны Уайта, RTU — боец участвовал в шоу Road To UFC, TUF — боец участвовал в шоу The Ultimate Fighter, TUF(W/F) — боец являлся победителем/финалистом The Ultimate Fighter, WEC/SF — боец выступал в WEC или Strikeforce до объединения этих организаций с UFC.

## Церемония взвешивания
Результаты официальной церемонии взвешивания бойцов перед турниром.
| Весовая категория и допустимый лимит в фунтах | Весовая категория и допустимый лимит в фунтах | Участники боёв и их вес в фунтах | Участники боёв и их вес в фунтах | Участники боёв и их вес в фунтах | Участники боёв и их вес в фунтах |
| --------------------------------------------- | --------------------------------------------- | -------------------------------- | -------------------------------- | -------------------------------- | -------------------------------- |
| Средний вес                                   | 185 (+1)                                      | Джаред Каннонир                  | 185,5                            | Грегори Родригес                 | 186                              |
| Полулёгкий вес                                | 145 (+1)                                      | Кэлвин Каттар                    | 146                              | Юссеф Залал                      | 146                              |
| Средний вес                                   | 185 (+1)                                      | Эдмен Шахбазян                   | 185,5                            | Дилан Будка                      | 186                              |
| Лёгкий вес                                    | 155 (+1)                                      | Исмаэл Бонфин                    | 156                              | Назим Садыхов                    | 156                              |
| Средний вес                                   | 185 (+1)                                      | Родолфу Виейра                   | 185,5                            | Андре Петроски                   | 186                              |
| Полулёгкий вес                                | 145 (+1)                                      | Коннор Мэттьюз                   | 146                              | Хосе Дельгадо                    | 146                              |
| Минимальный вес (женщины)                     | 115 (+1)                                      | Анджела Хилл                     | 115,5                            | Кетлин Соуза                     | 115,5                            |
| Наилегчайший вес                              | 125 (+1)                                      | Рафаэл Эстеван                   | 126                              | Хесус Агилар                     | 125,5                            |
| Полусредний вес                               | 170 (+1)                                      | Габриэл Бонфин                   | 170,5                            | Хаос Уилльямс                    | 169,5                            |
| Легчайший вес                                 | 135 (+1)                                      | Винс Моралес                     | 136                              | Элайджа Смит                     | 135,5                            |
| Тяжёлый вес                                   | 265 (+1)                                      | Донтейл Мэйс                     | 266                              | Валтер Уокер                     | 245                              |
| Легчайший вес (женщины)                       | 135 (+1)                                      | Джулия Авила                     | 135,5                            | Жаклин Кавалканти                | 134,5                            |

Все участники показали вес в лимитах своих весовых категорий.

## Результаты турнира
В главном бою вечера Джаред Каннонир победил Грегори Родригеса техническим нокаутом в 4-м раунде.
| Статистика поединка: | Статистика поединка: | Статистика поединка:                          | Статистика поединка:                          | Статистика поединка: | Статистика поединка: | Статистика поединка: | Статистика поединка: | Статистика поединка: | Статистика поединка: | Статистика поединка: | Статистика поединка: | Статистика поединка: | Статистика поединка: | Статистика поединка: | Статистика поединка: | Статистика поединка: | Статистика поединка: | Статистика поединка: |
| Участник             | Нокдауны             | Акцентрованные удары (по цели/всего/точность) | Акцентрованные удары (по цели/всего/точность) | По раундам           | По раундам           | По раундам           | По раундам           | По раундам           | По цели              | По цели              | По цели              | По позиции           | По позиции           | По позиции           | Тейкдауны            | Тейкдауны            | Контроль             | Попытка приема       |
| Участник             | Нокдауны             | Акцентрованные удары (по цели/всего/точность) | Акцентрованные удары (по цели/всего/точность) | 1Р                   | 2Р                   | 3Р                   | 4Р                   | 5Р                   | Голова               | Корпус               | Ноги                 | Дистанция            | Клинч                | Партер               | Тейкдауны            | Тейкдауны            | Контроль             | Попытка приема       |
| -------------------- | -------------------- | --------------------------------------------- | --------------------------------------------- | -------------------- | -------------------- | -------------------- | -------------------- | -------------------- | -------------------- | -------------------- | -------------------- | -------------------- | -------------------- | -------------------- | -------------------- | -------------------- | -------------------- | -------------------- |
| Джаред Каннонир      | 2                    | 98/201                                        | 48%                                           | 22/38                | 33/72                | 34/78                | 9/13                 | -                    | 59/157               | 20/23                | 19/21                | 69/161               | 20/25                | 9/15                 | 1/3                  | 33%                  | 2:09                 | 0                    |
| Грегори Родригес     | 2                    | 93/221                                        | 42%                                           | 25/66                | 25/68                | 43/87                | 0                    | -                    | 65/188               | 21/25                | 7/8                  | 85/208               | 8/12                 | 0/1                  | 0/3                  | 0%                   | 0:17                 | 0                    |

| Бой    | Весовая категория    | Результат боя        | Результат боя     | Результат боя | Результат боя | Результат боя | Результат боя    | Результат боя | Способ победы                                          | Раунд | Время | Рефери в ринге  |
|        |                      | Главный кард         |                   |               |               |               |                  |               |                                                        |       |       |                 |
| Бой 12 | Средний вес          |                      | Джаред Каннонир   | #8            | поб.          |               | Грегори Родригес |               | Технический нокаут (серия ударов в голову с обоих рук) | 4     | 0:21  | Херб Дин        |
| Бой 11 | Полулёгкий вес       |                      | Юссеф Залал       |               | поб.          |               | Кэлвин Каттар    | #10           | Единогласное решение (29–28, 29–28, 29–28)             | 3     | 5:00  | Дэн Мираглиотта |
| Бой 10 | Средний вес          |                      | Эдмен Шахбазян    |               | поб.          |               | Дилан Будка      |               | Технический нокаут (хук справа)                        | 1     | 1:34  | Крис Тоньони    |
| Бой 9  | Лёгкий вес           |                      | Назим Садыхов     |               | поб.          |               | Исмаэл Бонфин    |               | Технический нокаут (остановка доктором)                | 1     | 5:00  | Марк Смит       |
| Бой 8  | Средний вес          |                      | Андре Петроски    |               | поб.          |               | Родолфу Виейра   |               | Единогласное решение (29–28, 29–28, 29–28)             | 3     | 5:00  | Херб Дин        |
|        |                      | Предварительный кард |                   |               |               |               |                  |               |                                                        |       |       |                 |
| Бой 7  | Полулёгкий вес       |                      | Хосе Дельгадо     | д             | поб.          |               | Коннор Мэттьюз   |               | Нокаут (оверхэнд справа и добивание)                   | 1     | 2:58  | Дэн Мираглиотта |
| Бой 6  | Жен. минимальный вес |                      | Анджела Хилл      | #13           | поб.          |               | Кетлин Соуза     |               | Раздельное решение (29–28, 28–29, 29–28)               | 3     | 5:00  | Марк Смит       |
| Бой 5  | Наилегчайший вес     |                      | Рафаэл Эстеван    |               | поб.          |               | Хесус Агилар     |               | Единогласное решение (29–28, 29–28, 29–28)             | 3     | 5:00  | Крис Тоньони    |
| Бой 4  | Полусредний вес      |                      | Габриэл Бонфин    |               | поб.          |               | Хаос Уилльямс    |               | Техническая сдача, удушающий приём (д`Арс)             | 2     | 4:58  | Херб Дин        |
| Бой 3  | Легчайший вес        |                      | Элайджа Смит      | д             | поб.          |               | Винс Моралес     |               | Единогласное решение (29–28, 29–28, 29–28)             | 3     | 5:00  | Марк Смит       |
| Бой 2  | Тяжёлый вес          |                      | Валтер Уокер      |               | поб.          |               | Донтейл Мэйс     | #15           | Сдача, болевой приём (узел пятки)                      | 1     | 1:17  | Дэн Мираглиотта |
| Бой 1  | Жен. легчайший вес   |                      | Жаклин Кавалканти | #13           | поб.          |               | Джулия Авила     | #12           | Единогласное решение (30–27, 30–27, 30–27)             | 3     | 5:00  | Крис Тоньони    |

Официальные судейские карточки турнира.

## Награды
Следующие бойцы были удостоены денежного бонуса в размере $50,000:
- Лучший бой вечера: Джаред Каннонир - Грегори Родригес
- Выступление вечера: Эдмен Шахбазян и Габриэл Бонфин